# Джим-Фоллс (Вісконсин)
Джим-Фоллс (англ. Jim Falls) — переписна місцевість (CDP) в США, в окрузі Чиппева штату Вісконсин. Населення — 231 особа (2020).

## Географія
Джим-Фоллс розташований за координатами 45°2′50″ пн. ш. 91°16′18″ зх. д. / 45.04722° пн. ш. 91.27167° зх. д. (45.047101, -91.271545).  За даними Бюро перепису населення США в 2010 році переписна місцевість мала площу 1,90 км², з яких 1,57 км² — суходіл та 0,33 км² — водойми.

## Демографія
Згідно з переписом 2010 року, у переписній місцевості мешкало 237 осіб у 107 домогосподарствах у складі 64 родин. Густота населення становила 124 особи/км².  Було 116 помешкань (61/км²).
Расовий склад населення:
| - 98,7 % — білих |

До двох чи більше рас належало 0,8 %. Частка іспаномовних становила 0,4 % від усіх жителів.
За віковим діапазоном населення розподілялося таким чином: 22,8 % — особи молодші 18 років, 64,5 % — особи у віці 18—64 років, 12,7 % — особи у віці 65 років та старші. Медіана віку мешканця становила 41,4 року. На 100 осіб жіночої статі у переписній місцевості припадало 109,7 чоловіків;  на 100 жінок у віці від 18 років та старших — 108,0 чоловіків також старших 18 років.
За межею бідності перебувало 29,7 % осіб, у тому числі 39,5 % дітей у віці до 18 років та 25,0 % осіб у віці 65 років та старших.
Цивільне працевлаштоване населення становило 129 осіб. Основні галузі зайнятості: виробництво — 41,1 %, освіта, охорона здоров'я та соціальна допомога — 17,1 %, будівництво — 13,2 %.